# 밥 와인스틴
로버트 "밥" 와인스틴(영어: Robert "Bob" Weinstein, 1954년 10월 18일 ~ )은 미국의 영화 제작자이다.